# 토니 블레어
앤서니 찰스 린턴 "토니" 블레어(영어: Anthony Charles Lynton "Tony" Blair, 1953년 5월 6일~)는 영국의 제58대 총리이다. 1982년 정계에 입문해 1994년 영국 노동당 당수로 선출되었다. 그가 이끌었던 노동당이 52대 총선과 53대 총선 그리고 54대 총선에서 연달아 승리하여 1997년부터 2007년까지 10년 동안 총리로 재직하였다.

## 가족배경과 어린시절
1953년 5월 6일 스코틀랜드 에든버러에서 레오 블레어의 차남으로 태어났다.
아버지 레오는 잉글랜드의 한 연극 배우의 사생아로 태어났고, 에든버러의 한 조선소 노동자에게 입양되었다. 출생 당시 토니에게는 이미 빌이라는 형이 있었다. 부친인 레오가 후에 더럼대학의 법학 교수가 되자 가족 모두가 잉글랜드 북동부인 더럼 시로 이주하여 한때 그곳으로 살기도 하였다. 그런데 레오가 갑자기 뇌졸중에 걸린 여파로 의원직으로 진출하려던 그의 야망은 좌절되고, 경제적 사정도 기울어져 가족 전체가 에든버러로 이주하게 되었다.
1966년 13세이던 그는 '스코틀랜드의 이튼'이라 불리던 페테스 중등학교(Pettes College)에 입학하였다. 그러나 그는 기숙학교의 엄한 규율에 답답해하였고 여러모로 학교 측과 잦은 마찰을 일으켰다.

## 정치 활동

### 블레어 행정부에 대한 평가

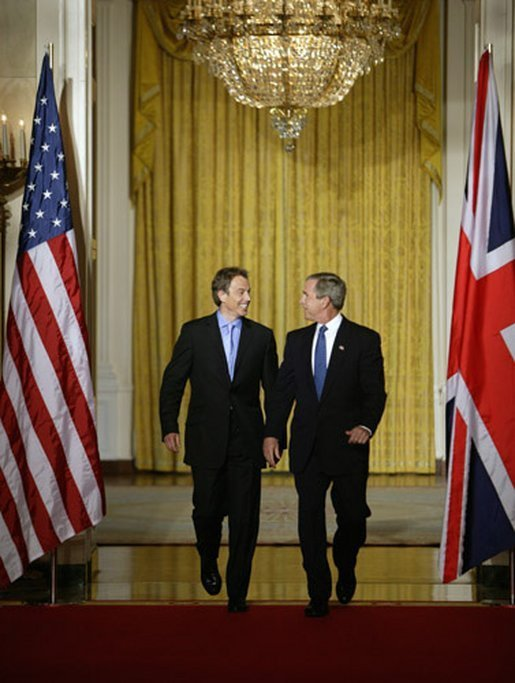
백악관에서 부시 대통령과 함께

1997년 집권 이후, 국내 정치는 비교적 많은 개혁성과가 있었다. 스코틀랜드와 웨일스 지방의 자치권을 보장하여 수백 년 만에 각각 지방의회가 재구성되었고, 수백년 동안 전쟁과 테러가 끊이지 않았던 북아일랜드지방에서 정치지도자간 협상을 통해 폭력투쟁을 종식시킨 '벨파스트 선언'을 이끌어냈으며, 끊임없이 개혁 요구가 있었던 귀족 중심의 상원을 이탈리아(상원)식의 각종 직능단체 대표 중심으로 꾸준히 바꿔나가면서 보수적 정치풍토를 상당부분 개혁했다는 평가를 받았다.
경제적인 측면에서도, 블레어 행정부는 전 세계적 침체국면을 뚫고 착실한 개혁정책을 펴 연평균 3%내외의 꾸준한 경제성장을 이뤄냈다. 그의 정책은 소위 제3의 길 이라고도 불렸으며, 많은 사회민주주의 정당들의 경제 정책에게도 적지 않은 영향을 주었다. 최근에는 2007년 프랑스 공화국 대통령 선거 당시 세골렌 루아얄 후보진영의 이상향이었다.
그러나 2000년 7월 16세 된 장남 유안 블레어 등이 음주운전 혐의로 입건되면서 비판을 받기도 했다. 블레어는 휴양도시 브라이튼에서 개최된 흑인 종교지도자들의 집회에서 연설도중 자녀양육을 언급한 부분에 이르자 사과하고, "이 부분은 오래전에 작성된 것"이라며 좌중의 웃음을 자아낸 뒤 '총리보다 부모 노릇이 더 힘들다'며 총리이기 이전에 가장으로서의 고민을 토로한 바 있다. 전임 총리 중 마거릿 대처의 아들의 고속질주 후 실종됐다가 구조된 사건, 내무부장관 잭 스트로와 세실 파킨슨 보수당 상원의원의 자녀들의 마약복용문제 등과 함께 언론에 회자되기도 하였다. 한편 그날 사고를 일으킨 이유는 전날 밤 대입수능시험을 마친 뒤 술을 과하게 마시고 음주운전 후 런던 시내 웨스트엔드 중심부 광장에 쓰러진 채 발견돼 엠뷸런스에 후송되어 경찰서로 갔다.

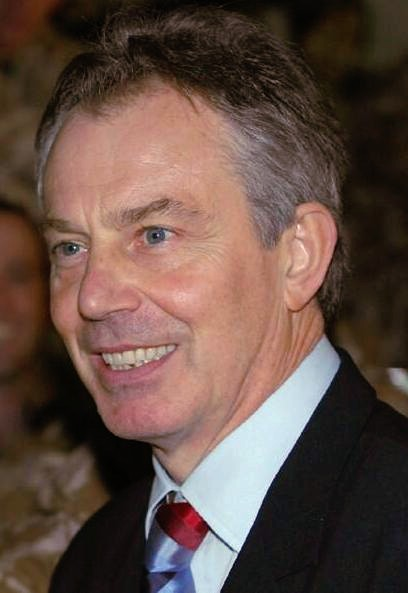
이라크에서 참전 군인들을 만나는 블레어 총리

### 테러와의 전쟁
그러나 테러와의 전쟁이 도래하자 블레어 행정부 핵심정책의 많은 부분에서 해외 문제가 중점적으로 다루어졌다. 특히 친미국적인 정책으로 국내외의 비판을 받기도 했다. 그러나 그는 대중적 비난에도 불구하고 2001년 아프가니스탄과 2003년 이라크 침공 당시 영국 군대를 파견하는 등 미국 조지 W. 부시 대통령의 여러 대외 정책을 앞장서서 지지하였다. 보수당마저도 이라크 전쟁에 반대했으며, 블레어가 너무 미국에 끌려다닌다고 비판하였다.
중동지역의 민주주의 확대 및 인권신장과 더불어, 전통적 강세를 보이는 영국의 석유 및 금융산업 등의 보호가 그의 명분이었으나, 참전을 위해 작성한 정부 자료들이 과장되는 등 추진과정상의 문제점들이 전 세계에 폭로되면서, 미국 신보수주의(네오콘)세력의 주도권에 지나치게 끌려다녔다는 비판을 받았다. 이러한 그에게, 진보진영 및 이라크전에 비판적인 다수의 국민들과 세계인들은 그를 '부시의 푸들'(Bush's Poodle)이라고 혹평했다.

### 피노체트 체포
그 동안 아우구스토 피노체트는 포클랜드 전쟁에서 영국에게 큰 도움을 줬다는 이유로 마가렛 대처의 비호를 받으며 영국에서 편안하고 유복한 생활을 하고 있었다. 하지만 토니 블레어는 그런 문제와는 상관없이 부정 부패를 척결하려는 의지가 매우 강했으며 이는 자국에 체류하고 있는 외국인에게도 예외가 아니었다. 그렇기 때문에 토니 블레어는 1998년, 마가렛 대처의 강력한 반대에도 무릅쓰고 피노체트를 체포해서 영국 교도소에 구속 수감시켰다. 하지만 2000년, 피노체트는 건강 사유로 가석방 되었으며 그대로 칠레에 귀국했다. 하지만 피노체트는 칠레로 귀국한 이후에도 가택 연금 등 처벌을 받다가 사망했다.

## 현재
2005년 12월 총리는 EastWest 연구소의 "2000년대의 국가 수반" 상을 받았다.
2006년 9월 7일에 토니 블레어 총리는 2007년 9월에 열릴 영국 노동 조합 회의 시기에 맞춰 사임하고 당 지도자로 복귀할 것이라고 공식적으로 밝혔으나, 정확한 사임 시기를 못박지는 않았다가, 2007년 5월 스코틀랜드 지방선거에서의 패배 직후 27일에 물러나겠다(노동당수직은 6월 전당대회에서)고 선언했다. 총리 취임 10년 만이었다.
후임자로는 재무부장관이자 이라크전에 회의적이었던 대중정치인 고든 브라운이 지명되었다.

## 평가
블레어와 고든 브라운, 피터 맨덜슨은 흔히 노동당을 영국 정치의 중심으로 이끌었다고 일컬어지며 그의 주도로 이루어진 노동당의 집권전략을 "신 노동당(New Labour)"이라 부른다.
그는 자신의 정책을 "현대 사회민주주의"와 "제3의 길"이라 부른다. 그러나 제레미 코빈 등을 비롯한 정통 노동당원들은 그가 영국 노동당의 기본 이념을 배반했다고 느끼거나 비판하며, 블레어 정부가 소득의 분배 등 전통적인 노동계급의 관심에서 벗어나 너무 우편향으로 치우쳤다고 보기도 한다.

## 같이 보기
- 존 메이저
- 빌 클린턴
- 조지 W. 부시
- 걸프 전쟁
- 이라크 전쟁
- 사담 후세인
- 신노동당